# فرانک والتر اشتاین‌مایر
فِرانک والتِر اِشتاین‌مایِر (به آلمانی: Frank-Walter Steinmeier) (زادهٔ ۵ ژانویهٔ ۱۹۵۶) سیاست‌مدار آلمانی و دوازدهمین رئیس‌جمهور آلمان است که در ۱۹ مارس ۲۰۱۷ و پس از پایان ریاست جمهوری یوآخیم گاوک به این مقام رسید. او از نوامبر ۲۰۰۵ تا ۲۷ اکتبر ۲۰۰۹ و همچنین از دسامبر ۲۰۱۳ تا ژانویهٔ ۲۰۱۷ وزیر امور خارجه آلمان بوده است. اشتاین‌مایر از نوامبر ۲۰۰۷ تا ۲۷ اکتبر ۲۰۰۹ نیز معاون صدر اعظم آلمان آنگلا مرکل بود. وی در روز ۲۵ ژانویهٔ ۲۰۱۷ از سمت وزارت خارجهٔ آلمان استعفا کرد تا خود را برای ریاست جمهوری آلمان نامزد کند. مجمع فدرال آلمان (بوندسرات) در روز ۱۲ فوریهٔ ۲۰۱۷ وی را به عنوان رئیس‌جمهوری فدرال آلمان برگزید. اشتاین‌مایر که دارای دکترای حقوق و از حزب سوسیال دموکرات آلمان (اس پی دی SPD) و وابسته به جناح راست این حزب است در مجمع فدرال آلمان با ۹۳۱ رأی موافق از ۱۲۶۰ رأی (۷۳٫۹٪) به این مقام انتخاب شده است.
اشتاین‌مایر در سال ۲۰۱۶ مقام دبیرکلی (Chairman) سازمان امنیت و همکاری اروپا (اُ اس سی ای OSCE) را نیز بر عهده داشت.
در مذاکرات هسته‌ای با جمهوری اسلامی ایران و به ویژه توافق هسته‌ای گروه ۱+۵ با آن کشور و همچنین بحران اوکراین اشتاین‌مایر در انجام و گفتگوهای آنها نقش فعالی داشته است.

## سفر به ایران
مدتی پس از برجام در ۲۵ مهر ۱۳۹۴، فرانک والتر اشتاین‌مایر، در رأس هیئتی بلندپایه از مقامات آلمانی، برای اعلام آمادگی کشور خود به منظور اجرایی ساختن توافق وین، به تهران سفر کرده و با حسن روحانی، رئیس‌جمهور ایران دیدار کرد.

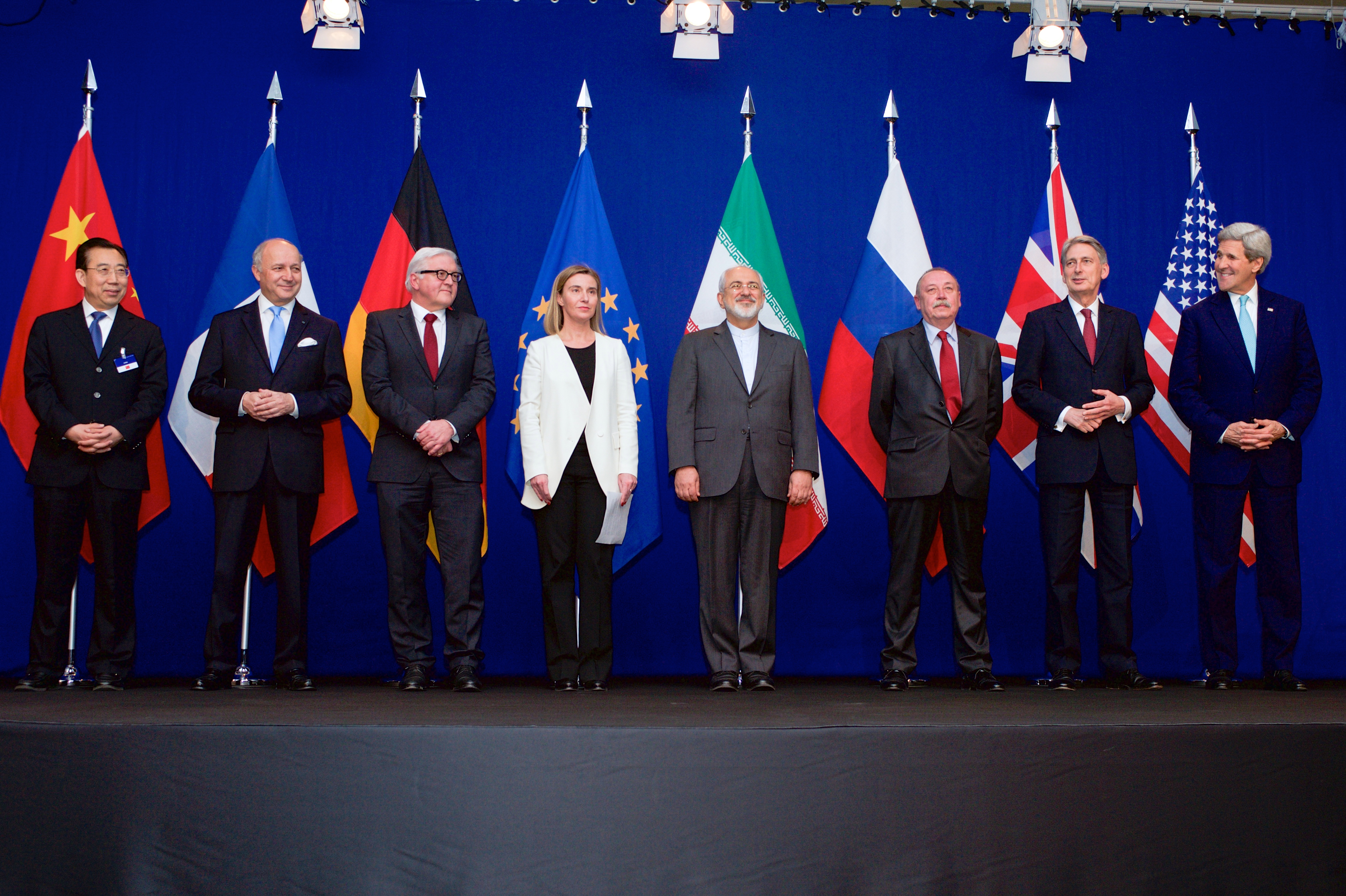
از راست به چپ جان کری، فیلیپ هموند، دیپلمات روسی، محمدجواد ظریف، فدریکا موگرینی، فرانک والتر اشتاین‌مایر، لوران فابیوس و دیپلمات چینی پیش از قرائت تفاهم هسته‌ای لوزان

## دیدار با علی کریمی
در ۳۰ آذر ۱۴۰۱؛ فرانک والتر اشتاین‌مایر رئیس‌جمهور آلمان، با انتشار عکسی از دیدار خود با علی کریمی به انتقاد از سرکوب اعتراضات مردمی ایران پرداخت و گفت: «ما نباید صدای خود را علیه خشونت‌های غیرانسانی که رژیم ایران اعمال می‌کند متوقف کنیم. مهم است که نقض اخیر حقوق بشر در ایران توسط کارشناسان مستقل بررسی شود تا عوامل آن روزی پاسخگو باشند.»کریمی در این دیدار؛ از اشتاین‌مایر برای حمایت از مردم ایران، تشکر کرد.
دو روز پس از این دیدار (۲ دی ۱۴۰۱)؛ دولت آلمان اعلام کرد، تدابیر اتخاذ شده برای توسعه همکاری‌های تجاری با ایران را به دلیل «سرکوب اعتراضات مردم ایران»، به حالت تعلیق درآورده است.
دیدار علی کریمی (که توسط مقامات حاکمیت ایران عامل اصلی حضور معترضین در خیابان‌های کشور در خیزش ۱۴۰۱ ایران معرفی می‌شد) با رئیس‌جمهور آلمان؛ واکنش گسترده رسانه‌های نزدیک به حاکمیت ایران، صداوسیما، سید حسن عاملی (از اعضاء مجلس خبرگان رهبری) و سیدرسول موسوی (دستیار وزیر امور خارجه ایران) را به دنبال داشت.